# Паралельне поле
Паралельне поле — тензорне поле {\displaystyle A} на многовиді {\displaystyle M} з лінійної зв'язністю {\displaystyle \nabla }, інваріантне відоносно паралельного перенесення уздовж кривих на {\displaystyle M}. Це означає, що для будь-яких точок {\displaystyle p,q\in M} тензор {\displaystyle A_{p}} (значення тензорного поля {\displaystyle A} в точці {\displaystyle p}) при паралельному перенесенні в точку {\displaystyle q} вздовж будь-якої гладкої кривої, що з'єднує точки {\displaystyle p} і {\displaystyle q}, переходить в тензор {\displaystyle A_{q}}.
Поле тензорів {\displaystyle A} буде паралельним тоді і тільки тоді, коли його коваріантна похідна за напрямком будь-якого векторного поля {\displaystyle X} тотожно дорівнює нулю: {\displaystyle \nabla _{X}A=0} або, інакше, коли коваріантний диференціал {\displaystyle \nabla A} поля {\displaystyle A} дорівнює нулю.